# Watsonidia porioni
Watsonidia porioni är en fjärilsart som beskrevs av De Toulgoët 1981. Watsonidia porioni ingår i släktet Watsonidia och familjen björnspinnare. Inga underarter finns listade i Catalogue of Life.